# Olympische Jugend-Winterspiele 2012/Teilnehmer (Bulgarien)
| Gelbes Symbol für Goldmedaillen mit stilisierten Olympischen Ringen | Graues Symbol für Silbermedaillen mit stilisierten Olympischen Ringen | Braundes Symbol für Bronzemedaillen mit stilisierten Olympischen Ringen |
| ------------------------------------------------------------------- | --------------------------------------------------------------------- | ----------------------------------------------------------------------- |
| —                                                                   | —                                                                     | —                                                                       |

Bulgarien nahm an den Olympischen Jugend-Winterspielen 2012 in Innsbruck mit elf Athleten in sechs Sportarten teil.

## Sportarten

### Biathlon
| Athleten                                                            | Wettbewerb                         | Zeit (Schießfehler) | Rang |
| ------------------------------------------------------------------- | ---------------------------------- | ------------------- | ---- |
| Jungen                                                              |                                    |                     |      |
| Radi Palewski                                                       | 7,5 km Sprint                      | 22:23,9 min (3)     | 34   |
| Radi Palewski                                                       | 10 km Verfolgung                   | 33:19,6 min (3)     | 26   |
| Denislaw Schechtanow                                                | 7,5 km Sprint                      | 22:49,1 min (4)     | 42   |
| Denislaw Schechtanow                                                | 10 km Verfolgung                   | 36:02,8 min (9)     | 39   |
| Mädchen                                                             |                                    |                     |      |
| Mariela Georgiewa                                                   | 6 km Sprint                        | 21:48,0 min (5)     | 40   |
| Mariela Georgiewa                                                   | 7,5 km Verfolgung                  | 36:30,4 min (5)     | 37   |
| Daniela Kadewa                                                      | 6 km Sprint                        | 21:19,7 min (2)     | 38   |
| Daniela Kadewa                                                      | 7,5 km Verfolgung                  | 37:26,1 min (5)     | 42   |
| Gemischt                                                            |                                    |                     |      |
| Daniela Kadewa Mariela Georgiewa Radi Palewski Denislaw Schechtanow | Mixed-Staffel                      | 1:20:19,6 h (1+8)   | 15   |
| Mariela Georgiewa Kamelija Iliewa Radi Palewski Simeon Dejanow      | Mixed-Staffel Skilanglauf/Biathlon | 1:14:00,5 h (4+11)  | 20   |

### Rennrodeln
| Athleten             | Wettbewerb | Durchgang 1 | Durchgang 2 | Gesamt       | Gesamt |
| Athleten             | Wettbewerb | Zeit        | Zeit        | Zeit         | Rang   |
| -------------------- | ---------- | ----------- | ----------- | ------------ | ------ |
| Jungen               |            |             |             |              |        |
| Alexandar Pojbrenski | Einsitzer  | 41,275 s    | 41,153 s    | 1:22,428 min | 21     |

### Ski Alpin
| Athleten         | Wettbewerb   | Durchgang 1 | Durchgang 2        | Gesamt             | Gesamt             |
| Athleten         | Wettbewerb   | Zeit        | Zeit               | Zeit               | Rang               |
| ---------------- | ------------ | ----------- | ------------------ | ------------------ | ------------------ |
| Jungen           |              |             |                    |                    |                    |
| Georgi Nuschew   | Super-G      |             |                    | 1:09,11 min        | 29                 |
| Georgi Nuschew   | Riesenslalom | DNF         | nicht qualifiziert | nicht qualifiziert | nicht qualifiziert |
| Georgi Nuschew   | Slalom       | 42,13 s     | 42,01 s            | 1:24,14 min        | 16                 |
| Georgi Nuschew   | Kombination  | 1:06,78 min | 39,50 s            | 1:46,28 min        | 19                 |
| Mädchen          |              |             |                    |                    |                    |
| Alexandra Popowa | Super-G      |             |                    | 1:11,92 min        | 25                 |
| Alexandra Popowa | Riesenslalom | 1:00,62 min | 1:00,82 min        | 2:01,44 min        | 19                 |
| Alexandra Popowa | Slalom       | DNF         | nicht qualifiziert | nicht qualifiziert | nicht qualifiziert |
| Alexandra Popowa | Kombination  | 1:11,34 min | 41,13 s            | 1:52,47 min        | 23                 |

### Skilanglauf
| Athleten        | Wettbewerb      | Qualifikation | Qualifikation | Viertelfinale      | Viertelfinale      | Halbfinale         | Halbfinale         | Finale             | Finale             |
| Athleten        | Wettbewerb      | Zeit          | Rang          | Zeit               | Rang               | Zeit               | Rang               | Zeit               | Rang               |
| --------------- | --------------- | ------------- | ------------- | ------------------ | ------------------ | ------------------ | ------------------ | ------------------ | ------------------ |
| Jungen          |                 |               |               |                    |                    |                    |                    |                    |                    |
| Simeon Dejanow  | 10 km klassisch |               |               |                    |                    |                    |                    | 31:35,7 min        | 19                 |
| Simeon Dejanow  | Sprint          | 1:46,96 min   | 14            | 1:50,9 min         | 3                  | nicht qualifiziert | nicht qualifiziert | nicht qualifiziert | nicht qualifiziert |
| Mädchen         |                 |               |               |                    |                    |                    |                    |                    |                    |
| Kamelija Iliewa | 5 km klassisch  |               |               |                    |                    |                    |                    | DNF                | DNF                |
| Kamelija Iliewa | Sprint          | 2:16,65 min   | 36            | nicht qualifiziert | nicht qualifiziert | nicht qualifiziert | nicht qualifiziert | nicht qualifiziert | nicht qualifiziert |

### Skispringen
| Athleten       | Wettbewerb    | Erste Runde | Erste Runde | Finale | Finale | Gesamt | Gesamt |
| Athleten       | Wettbewerb    | Weite       | Punkte      | Weite  | Punkte | Punkte | Rang   |
| -------------- | ------------- | ----------- | ----------- | ------ | ------ | ------ | ------ |
| Jungen         |               |             |             |        |        |        |        |
| Dejan Funtarow | Normalschanze | 52,5 m      | 63,3        | 66,0 m | 103,2  | 166,5  | 21     |

### Snowboard

#### Slopestyle
| Athleten         | Wettbewerb | Qualifikation | Qualifikation | Qualifikation | Finale       | Finale       | Finale |
| Athleten         | Wettbewerb | Durchgang 1   | Durchgang 2   | Rang          | Durchgang 1  | Durchgang 2  | Rang   |
| ---------------- | ---------- | ------------- | ------------- | ------------- | ------------ | ------------ | ------ |
| Jungen           |            |               |               |               |              |              |        |
| Georgi Michajlow | Slopestyle | 50,25 Punkte  | 65,00 Punkte  | 8             | 47,50 Punkte | 48,25 Punkte | 13     |